# Euathlus
Euathlus är ett släkte av spindlar. Euathlus ingår i familjen fågelspindlar.
Kladogram enligt Catalogue of Life:
| Euathlus | \| \| Euathlus latithorax \| \| \| \| \| \| Euathlus pulcherrimaklaasi \| \| \| \| \| \| Euathlus truculentus \| \| \| \| \| \| Euathlus vulpinus \| \| \| \| |
|          | \| \| Euathlus latithorax \| \| \| \| \| \| Euathlus pulcherrimaklaasi \| \| \| \| \| \| Euathlus truculentus \| \| \| \| \| \| Euathlus vulpinus \| \| \| \| |
|          | Euathlus latithorax |
|          | |
|          | Euathlus pulcherrimaklaasi |
|          | |
|          | Euathlus truculentus |
|          | |
|          | Euathlus vulpinus |
|          | |